# 雲雀山
『雲雀山』（ひばりやま）は、能楽における能の演目のひとつ。中将姫が登場する能の作品は、この作品と『当麻 (能）』がある。狂女物に分類される。

## あらすじ
横佩の右大臣・豊成公の従者が、豊成公の一人娘である中将姫のことについて述べる。さる人の讒言により豊成公は、中将姫を雲雀山で殺すように従者に命じる。従者は、中将姫を雲雀山に連れて行くが殺す事などできず、そこに小さな庵を作り姫をかくまう。また、侍従と言う乳母は、春や秋に草花を摘んで里に出て売るなどして、姫とともに住んでいる。
ある日、里に出て花を売ってくるように従者が乳母に促すと、乳母は、落ちぶれて山の奥に住んでいる事の儚さを思いながら姫にしばしの別れを告げ里に出て行った。そこに豊成公が従者を連れて狩りにきた。豊成公が狩りを楽しんでいると、花売りの乳母が現れ、姫の行く末を案じながら花をすすめるのであった。豊成公の従者が、なぜそのように花を売っているのか理由を乳母に尋ねると、乳母は歌にひっかけて詩的に、また狂おしく今の境遇を語り始める。そして語り終わると姫が待つ雲雀山の庵に帰ろうとする。すると、豊成公が、中将姫の乳母である事に気がつき、乳母に讒言を信じてしまった事を後悔していると告げる。そして姫が雲雀山に隠れて生きていると言う噂は聞いていたが、今、それが間違いないと知ったので、そこに連れて行って欲しいと言う。乳母は、讒言を信じ姫を殺す命を出した豊成公をすぐには信じられず、姫はこの世にはいないと告げる。しかし、涙を流し、諸天の神々に誓って嘘ではないと申す豊成公の姿に、ついに乳母も信じ案内することを決心する。そうして道も無きところを草木をかき分けて行き、幼い鳥が塒にいるようにして座っている姫と再会する。互いにわからぬほどの変わり様に、ただ泣きながらも、豊成公は夢なら醒めないうちにと言って、姫を輿に載せて喜び連れて帰るのであった。

## 典拠・作者
『申楽談儀』に、本作品の後半部分のシテのセリフを、田楽新座の喜阿弥 が訛らせて謡ったと書かれている事から、南北朝時代に成立した作品と言われている。また、作者も喜阿弥の可能性が高いとする説がある。
この作品は中将姫にまつわる説話をもとに制作されたものと思われている。この作品より後には、『当麻曼陀羅疏』（1436年）、『享禄本当麻寺縁起』（1531年）、『お伽草子』の『中将姫の本地』など、當麻寺の縁起譚 から離れ、中将姫の苦難と救済の物語としての要素が加わっているが、同様の物語が、この作品以前にも流布されていたのではないかと思われている。

## 登場人物
- 能楽#シテ方  乳母侍従
- 子方 中将姫
- ワキ  横佩の右大臣・豊成公
- ワキツレ  右大臣の従者
- アイ  狩人
- 勢子
- 犬引[注釈 4]